# Роберт Ласардо
Роберт Ласардо (енгл. Robert LaSardo; Бруклин, Њујорк; рођен, 20. септембра 1963), је амерички карактерни глумац.